# Goniocampa fallax
Goniocampa fallax là một loài bướm đêm trong họ Geometridae.